# Buhl (Alto Reno)
Buhl é uma comuna francesa situada no departamento do Haut-Rhin, na região Grande Leste.

## Geografia
Cercada por belas florestas e atravessada pelo Lauch, a comuna de Buhl situa-se no seio do vale do Florival, perto de Guebwiller.

## Demografia
| 1962                           | 1968 | 1975 | 1982 | 1990 | 1999 | 2006 |
| ------------------------------ | ---- | ---- | ---- | ---- | ---- | ---- |
| 2931                           | 2945 | 3048 | 2674 | 2755 | 3079 | 3150 |
| Número retido a partir de 1962 |      |      |      |      |      |      |

## Personnalités liées à la commune
- Maurice Koechlin (fundador dos planos da torre Eiffel)